# Encarnación Llinares Cuesta
Encarnación Llinares Cuesta (Finestrat, 29 d'abril de 1954) és una metgessa i política valenciana, diputada a les Corts Valencianes en la VI Legislatura i senadora en la X i XI Legislatures.

## Biografia
Llicenciada en Medicina per la Universitat de València, ha treballat com a metgessa de família en la sanitat pública. Afiliada al PSPV-PSOE, a les eleccions municipals espanyoles de 1995 i 1999 fou escollida regidora de l'ajuntament de Benidorm, on fou la portaveu municipal socialista. Fou escollida diputada les eleccions a les Corts Valencianes de 2003.
No es presentà a la reelecció perquè el 14 d'abril de 2007 fou nomenada subdelegada del govern a la província d'Alacant, càrrec que va ocupar fins a l'11 d'octubre de 2011. A les eleccions generals espanyoles de 2011 i 2015 fou escollida senadora per Alacant, on és secretària segona de la Comissió d'Igualtat i portaveu de la Comissió de Sanitat i Serveis Socials.